# Genesis 1:1

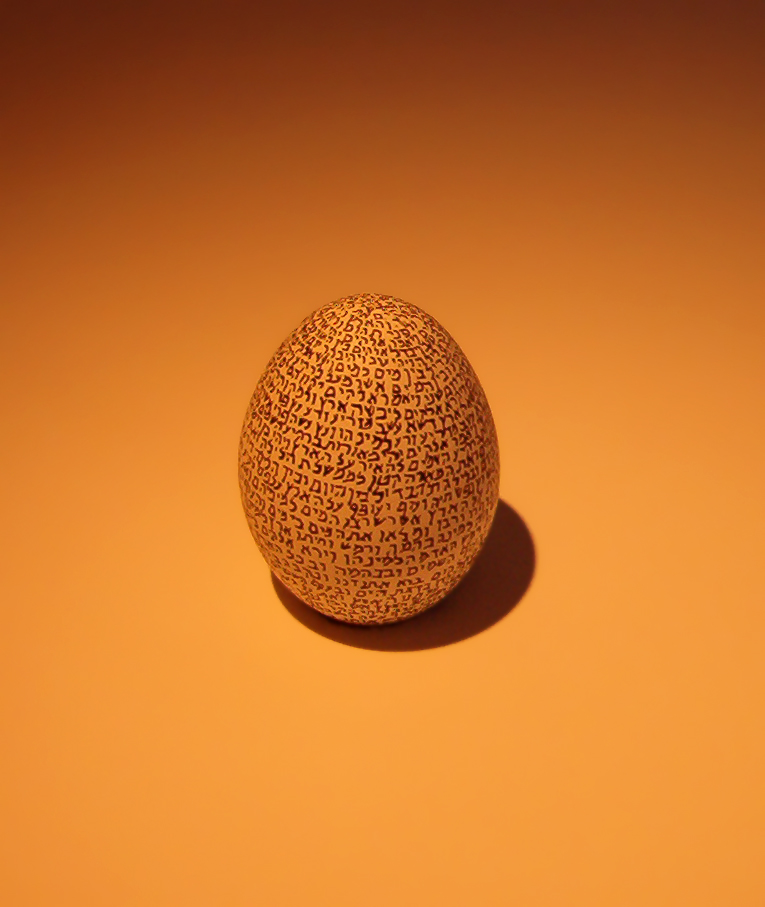
Het eerste hoofdstuk van Genesis, B'reshit in het Hebreeuws, geschreven op een ei in het Israel Museum te Jeruzalem.

Genesis 1:1 (hoofdstuk 1, vers 1 van het boek Genesis) is het eerste Bijbelvers van de Hebreeuwse Bijbel. Het is het openingsvers van het scheppingsverhaal van de joodse en later ook de christelijke gemeenschappen. In dit vers wordt gesteld dat God de hemel en de aarde, de Bijbelse benaming voor het gehele universum, heeft geschapen. Dit is binnen zowel het jodendom als het christendom een van de belangrijkste leerstellingen van hun geloof. In het Hebreeuws en Nederlands luidt het vers als volgt:
בְּרֵאשִׁית בָּרָא אֱלֹהִים אֵת הַשָּׁמַיִם וְאֵת הָאָרֶץ In Nederlands alfabet: Beresjiet bara Elohiem et hasjamajiem ve'et ha'arets.
Inden Beginne schiep Godt den Hemel ende de Aerde. (Statenvertaling, 1637)
In het begin schiep God de hemel en de aarde. (Nieuwe Bijbelvertaling)

## Analyse
Genesis 1:1 is het eerste Bijbelvers en het begin van het scheppingsverhaal. Het vers introduceert een aantal begrippen die in de joodse en latere christelijke theologie van belang zijn: God, de schepping, hemel, en aarde. Het precieze tijdstip van deze schepping wordt niet gegeven. In het vers ligt wel besloten dat dit tijdstip zeer ver van het heden afstaat, door te benadrukken dat het "in het begin" plaatsvond: voor de schepping was er niets, zelfs geen tijd. Het woord "schiep" verwijst ernaar dat God vanuit het niets alle dingen in het leven riep.

### Woord voor woord
"In het begin" is in de oorspronkelijk Hebreeuwse tekst één woord, "beresjiet" De Hebreeuwse benaming voor Genesis, Beresjiet, is hiervan afkomstig. Het woord komt in deze vorm vijf keer voor in de Bijbel. Het is uit drie delen opgebouwd: 
- be- (בְּ, "in/bij")
- -resjiet (רֵאשִׁ֖ית, "begin")
  - -resj-, afkomstig van rosj (רֹאשׁ, "hoofd").[6][7]
  - -iet, (ית) een achtervoegsel dat ruwweg het genitief, dus het voorzetsel "van", impliceert.

Het bepaald lidwoord ("het") ontbreekt, maar wordt wel geïmpliceerd. Letterlijk staat er "bij [het] hoofd [van]". Dit is een vaste uitdrukking die in het Nederlands vertaald kan worden naar "in het begin".
God wordt in de oorspronkelijke Hebreeuwse tekst van Genesis 1:1 "Elohim" genoemd. "Elohim" is meervoud van אֱלוֹהַּ / אֱלֹהַּ, eloa(h), "god" en betekent "goden". Maar in het Hebreeuws kan het meervoud ook worden gebruikt om grootsheid en waardigheid uit te drukken. Het is een soort pluralis majestatis.

### Theologische toelichtingen

#### Joods

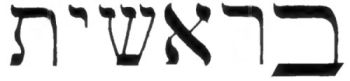
Bereshit (bə·rê·šîṯ) - In den beginne, het eerste woord van het Oude Testament (Bijbel) in het Hebreeuws. De letter Beet uiterst rechts is alleen aan de linkerkant open. Vóór de schepping was er geen tijd, zegt de Talmoed.

Het oudste Bijbelcommentaar staat in de joodse Talmoed van rond 200 na Christus. Op de vraag waarom het scheppingsverhaal met de letter Beet begint, de tweede letter van het Hebreeuwse alfabet, antwoordt de Talmoed: "Zoals de letter Beet alleen open is aan de achterkant, net zo mag je niet vragen naar wat voorafging maar alleen naar wat gebeurde sinds de schepping".

#### Christelijk
De scheppingsdaad geschiedde volgens Matthew George Easton (1897) uit vrije wil en om oneindige wijze redenen. Dit wil zeggen dat deze redenen voor de mens onbegrijpelijk zijn. Alles in het universum bestaat volgens hem enkel en alleen omdat God dat zo gewild heeft.
Johannes Calvijn, die ervan uitging dat Genesis door Mozes was geschreven, merkte in zijn geschriften op dat in Genesis 1:1 het werkwoord "bara" (scheppen) gebruikt werd, in plaats van "yatsar" (vormen). Dit benadrukt volgens Calvijn dat God de wereld vanuit het niets schiep, en dat Hij dus niet al sinds de eeuwigheid bestaande chaos opnieuw rangschikte. Calvijn probeerde hiermee te bewijzen dat er niets was voordat de schepping begon. Mensen die ervan uitgaan dat er "ongeordende stof" bestond vóór de schepping, verkondigen volgens hem een dwaalleer die niet te rijmen is met de inhoud van de Bijbel:
Voorts leert hij door het woord 'scheppen', dat hetgeen vroeger niet bestond, geworden is. Immers, hij gebruikte niet het woord dat 'vormen' of 'ordenen' betekent, maar ברא (baara). Daarom is de zin (betekenis) deze, dat de wereld uit niets is geschapen. Hierdoor wordt weerlegd het lichtvaardig gevoelen van hen, die zich voorstellen, dat er altoos (altijd) een ongeordende stof heeft bestaan. Zij besluiten uit Mozes' verhaal niets anders, dan dat de wereld met een nieuw gewaad toegerust, en haar een gedaante is gegeven, die zij vroeger miste. Dit verzinsel was vroeger zelfs algemeen onder goddeloze mensen, tot wie slechts een vaag gerucht was doorgedrongen, zoals het de gewoonte van de mensen is, de waarheid Gods met vreemde verzinselen te vervalsen. Maar dat in het verkondigen van deze verfoeilijke dwaling, Christenmensen behulpzaam zijn (gelijk Steuchus doet), is ongerijmd en volstrekt niet te verdragen.— Johannes Calvijn
Het woord "Elohim" speelt een rol in de theologische strijd tussen wie in de heilige drie-eenheid gelooft, en wie meent dat God één persoon is. Calvijn merkt op dat het woord "Elohim" in de meervoud staat en volgens hem menen sommigen dat dit op de heilige drie-eenheid slaat. Calvijn stelt dat hiervoor onvoldoende bewijs is, en hierom is het volgens hem dus geen goed argument tegen het arianisme, de stroming waarin het dogma van de drie-eenheid niet geaccepteerd wordt. Calvijn merkt op dat in Genesis 1:2-3 geleerd wordt dat God als één geheel "sprak" en "op de wateren zweefde": er wordt in Genesis 1 over God als één persoon gesproken. Als men wel ervan uit zou gaan dat "Elohim" op de drie-eenheid slaat, dan zou men dezelfde fout maken als de aanhangers van het sabellianisme, die meenden dat God uit één persoon bestaat die zich als drie verschillende verschijningsvormen heeft geopenbaard:
Bij Mozes vindt men אלהים (Eelohim) een woord in het meervoudig getal. Hieruit pleegt men te besluiten, dat hier in God drie Personen worden onderscheiden; maar omdat dit bewijs voor zo'n gewichtige zaak mij niet gegrond genoeg toeschijnt, wil ik op dit woord niet te veel de nadruk leggen. Veel beter is het, de lezers op te wekken, dat zij zich zullen wachten van dergelijke gewelddadige uitleg. Men zou menen, een bewijs te hebben tegen de Arianen voor de Godheid van de Zoon en van de Geest, en intussen zich verwikkelen in de dwaling van Sabellius; omdat Mozes er verder bijvoegt, dat Elohim heeft gesproken en dat de Geest van Elohim zweefde over de wateren.— Johannes Calvijn

### Verwijzingen
In de Bijbel wordt verschillende malen tussen de regels door naar dit vers en het daarop volgende scheppingsverhaal terugverwezen. De scheppingsdaad wordt in andere Bijbelverzen op vier manieren aan God toegeschreven. Allereerst wordt de schepping tweemaal aan God zelf toegeschreven. Daarnaast wordt in het latere christelijke Nieuwe Testament, anders dan in de joodse theologie, de schepping aan elk van de drie afzonderlijke onderdelen van een  heilige drie-eenheid toegedicht: de Vader, de Zoon en de Heilige Geest. Van alle Goden die de mensheid vereert, is Jahweh de echte God, want Hij heeft de wereld en het universum geschapen. De christelijke en joodse leerstelling dat God de wereld heeft geschapen, die afkomstig is uit Genesis 1:1, komt onder andere terug in Psalm 33. Ook wordt hierin benadrukt dat men God hierom zou moeten vrezen:
6 Door het Woord des HEEREN zijn de hemelen gemaakt, en door den Geest Zijns monds al hun heir.
7 Hij vergadert de wateren der zee als op een hoop; Hij stelt den afgronden schatkameren.
8 Laat de ganse aarde voor den HEERE vrezen; laat alle inwoners van de wereld voor Hem schrikken.
9 Want Hij spreekt, en het is er; Hij gebiedt, en het staat er.
Psalm 33:6-9 (Jongbloededitie van de Statenvertaling)

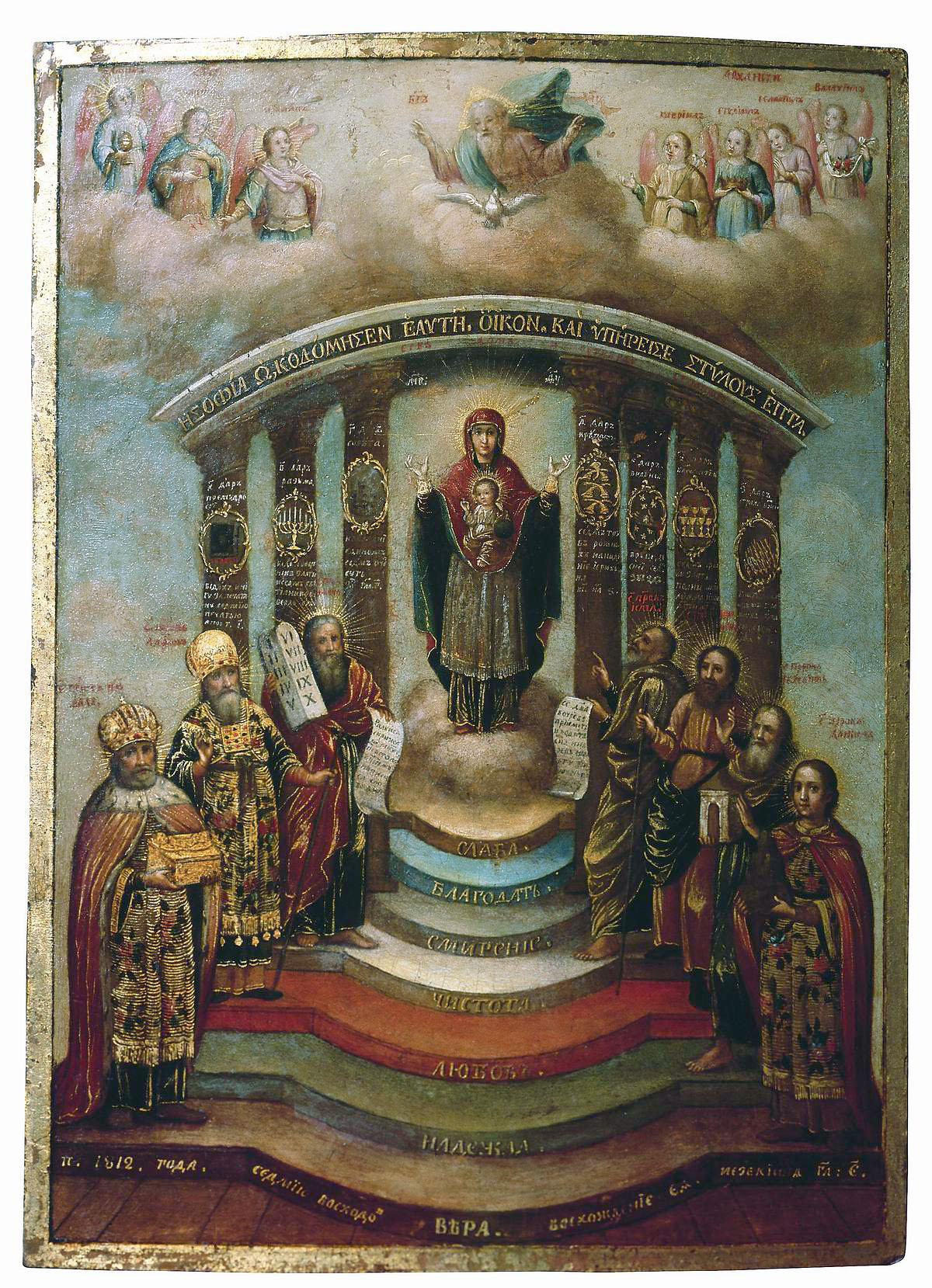
Christelijk icoon uit Oekraïne van Sophia, de Heilige Wijsheid.

Het begin van het scheppingsverhaal wordt ook aangehaald in de Bijbelse wijsheidsliteratuur. In Spreuken 8:22-31 wordt gesteld dat de wijsheid aanwezig was bij de schepping. In deze passage verhaalt de verpersoonlijking van de Wijsheid in de ik-vorm over de schepping. Er wordt hier verduidelijkt dat de schepping een "eeuwigheid" geleden is, en dat het begin van de schepping zoals beschreven in Genesis 1:1 door de Wijsheid werd ingegeven. Volgens deze passage was de Wijsheid zelfs al aanwezig voordat de verdere rest van het scheppingsverhaal plaatsvond, zoals beschreven in de hoofdstukken Genesis 1 en 2.
22 De HEERE bezat Mij in het beginsel Zijns wegs, voor Zijn werken, van toen aan.
23 Ik ben van eeuwigheid af gezalfd geweest; van den aanvang, van de oudheden der aarde aan.
24 Ik was geboren, als de afgronden nog niet waren, als nog geen fonteinen waren, zwaar van water;
25 Aleer de bergen ingevest waren, voor de heuvelen was Ik geboren.
26 Hij had de aarde nog niet gemaakt, noch de velden, noch de aanvang van de stofjes der wereld.
27 Toen Hij de hemelen bereidde, was Ik daar; toen Hij een cirkel over het vlakke des afgronds beschreef;
28 Toen Hij de opperwolken van boven vestigde; toen Hij de fonteinen des afgronds vastmaakte;
29 Toen Hij der zee haar perk zette, opdat de wateren Zijn bevel niet zouden overtreden; toen Hij de grondvesten der aarde stelde;
30 Toen was Ik een voedsterling bij Hem, en Ik was dagelijks Zijn vermakingen, te aller tijd voor Zijn aangezicht spelende;
31 Spelende in de wereld Zijns aardrijks, en Mijn vermakingen zijn met de mensenkinderen.
Spreuken 8:22-31 (Jongbloededitie van de Statenvertaling)

## Vertaling
In de Masoretische Tekst bestaat het vers uit 7 woorden en 28 letters:
- Zonder diakritische tekens: בראשית ברא אלהים את השמים ואת הארץ
- Met diakritische tekens: בְּרֵאשִׁית בָּרָא אֱלֹהִים אֵת הַשָּׁמַיִם וְאֵת הָאָרֶץ
- Transliteratie naar het Latijns alfabet: bə·rê·šîṯ bā·rā ’ĕ·lō·hîm ’êṯ haš·šā·ma·yim wə·’êṯ hā·’ā·reṣ

### Omgekeerde interlineaire tabel
De volgende omgekeerde interlineaire tabel van Genesis 1:1 is gerangschikt naar de woordvolgorde in de Jongbloededitie van de Statenvertaling:
| Strong's | Hebreeuws | Transliteratie | (Statenvertaling) Nederlandse vertaling | (KJV) Engelse vertaling | Woordsoort                           |
| -------- | --------- | -------------- | --------------------------------------- | ----------------------- | ------------------------------------ |
| 7225     | בְּרֵאשִׁ֖ית    | bə·rê·šîṯ      | In den beginne                          | In the beginning        | zelfstandig naamwoord                |
| 1254     | בָּרָ֣א       | bā·rā          | schiep                                  | created                 | werkwoord                            |
| 430      | אֱלֹהִ֑ים     | ’ĕ·lō·hîm      | God                                     | God                     | zelfstandig naamwoord                |
| 853      | אֵ֥ת        | ’êṯ            | -                                       | -                       | partikel, duidt lijdend voorwerp aan |
| 8064     | הַשָּׁמַ֖יִם     | haš·šā·ma·yim  | den hemel                               | the heaven              | zelfstandig naamwoord                |
| 853      | וְאֵ֥ת       | wə·’êṯ         | en                                      | and                     | partikel, duidt lijdend voorwerp aan |
| 776      | הָאָֽרֶץ      | hā·’ā·reṣ      | de aarde                                | the earth               | zelfstandig naamwoord                |

### Lijst van vertalingen
| Tijdperk         | Taal       | Vertaling                              | Genesis 1:1                                                           |
| ---------------- | ---------- | -------------------------------------- | --------------------------------------------------------------------- |
| 250 — 50 v.Chr.  | Oudgrieks  | LXX Septuagint                         | ἐν ἀρχῇ ἐποίησεν ὁ θεὸς τὸν οὐρανὸν καὶ τὴν γῆν                       |
| 390 — 405 n.Chr. | Latijn     | Vulgaat                                | In principio creavit Deus caelum et terram.                           |
| 1611             | Engels     | King James Version                     | In the beginning God created the heaven and the earth.                |
| 1477             | Nederlands | Delftse Bijbel                         | INden beghin ſciep god hemel en̅ aerde.                                |
| 1528             | Nederlands | Vorstermanbijbel                       | INden beghinne ſchiep God*hemel ende aerde.)                          |
| 1542             | Nederlands | Liesveldtbijbel                        | INden beginne schiep God hemel ende aerde                             |
| 1548             | Nederlands | Leuvense bijbel                        | INDEN beginne heeft Godt geschapen hemel ende aerde                   |
| 1560             | Nederlands | Biestkensbijbel                        | INden beginne schiep Godt Hemel ende Aerde.                           |
| 1562             | Nederlands | Deux-Aesbijbel                         | IN den beginne sciep God Hemel ende Aerde.                            |
| 1637             | Nederlands | Statenvertaling                        | INDEN beginne schiep Godt den Hemel, ende de Aerde.                   |
| 1648             | Nederlands | Lutherse Vertaling                     | IN't begin schiep Godt Hemel ende Aerde.                              |
| 1888             | Nederlands | Jongbloededitie van de Statenvertaling | In den beginne schiep God den hemel en de aarde.                      |
| 1912             | Nederlands | Leidsche Vertaling                     | Toen God een aanvang maakte met de schepping van hemel en aarde (...) |

## Gebruik in christelijke geloofsbelijdenissen
Het begin van de christelijke geloofsbelijdenis van Nicea-Constantinopel verwijst naar Genesis 1:1:
Ik geloof in één God
de almachtige Vader
Schepper van hemel en aarde
van al wat zichtbaar en onzichtbaar is.
Het eerste artikel van de apostolische geloofsbelijdenis verwoordt de leerstelling als volgt:
Ik geloof in God
de almachtige Vader
Schepper van hemel en aarde.

## Vernoemd
- Beresjiet (maanlander): deze Israëlische maanlander (Hebreeuws: בראשית, Engels: Beresheet gelanceerd op  22 februari 2019) werd vernoemd naar het eerste woord van Genesis.